# 들소리
사회적 기업 들소리(Dulsori)는 1984년에 경상남도 진주시에서 창단한 대한민국의 예술 단체다. 2006년 3월에 영국 법인 Dulsori UK Lt를 설립하고, 2008년에는 미국 현지법인 Dulsori USA LLC를 설립하였으며, 공연 《타오놀이》와 《월드비트비나리》 등을 제작하여 상영하고 있다.
2005년에는 오스트레일리아 아들레이드와 영국 축제 《WOMAD》에 초청받아 공연을 하기도 하였다.